# Eloisa Coiro
Eloisa Coiro (Roma, 1º dicembre 2000) è una velocista e mezzofondista italiana.

## Biografia
Diplomata al liceo francese, si è laureata in economia e finanza alla Luiss Guido Carli. Si allena di preferenza all'Acqua Acetosa sotto la guida di Emilio De Bonis.
Nel 2021 ha preso parte ai campionati europei indoor di Toruń, dove ha preso parte alla staffetta 4×400 metri classificandosi quarta con Rebecca Borga, Alice Mangione ed Eleonora Marchiando, facendo anche registrare il nuovo record italiano con il tempo di 3'30"32. Lo stesso anno ha conquistato la medaglia d'argento negli 800 metri piani ai campionati europei under 23 di Tallinn, dove si è classificata anche sesta nella staffetta 4×400 metri.
Nel 2022 ha ottenuto la medaglia d'argento ai Giochi del Mediterraneo di Orano negli 800 metri piani.
È tre volte campionessa italiana assoluta degli 800 metri piani, con i titoli vinti nel 2019, nel 2022 e nel 2023.
Nel marzo 2023 partecipa ai campionati europei indoor di atletica leggera ad Istanbul (Turchia), dove riesce a qualificarsi per la finale giungendo infine settima con il tempo di 2'02"80. Nel 2025 sale sul gradino più alto del podio negli 800 metri piani ai Giochi mondiali universitari disputatisi nella regione tedesca della Reno-Ruhr.

## Progressione

### 400 metri piani
| Stagione | Tempo | Luogo    | Data      | Rank. Mond. |
| -------- | ----- | -------- | --------- | ----------- |
| 2021     | 52"95 | Grosseto | 12-6-2021 |             |
| 2020     | 54"22 | Tivoli   | 5-7-2020  |             |
| 2019     | 54"91 | Rieti    | 18-5-2019 |             |
| 2018     | 54"40 | Orvieto  | 20-7-2018 |             |
| 2017     | 54"72 | Roma     | 6-5-2017  |             |
| 2016     | 56"65 | Rieti    | 28-5-2016 |             |

### 400 metri piani indoor
| Stagione | Tempo | Luogo  | Data      | Rank. Mond. |
| -------- | ----- | ------ | --------- | ----------- |
| 2023/24  | 52"92 | Ancona | 20-1-2024 |             |
| 2022/23  | 53"95 | Ancona | 8-1-2023  |             |
| 2021/22  | 53"65 | Ancona | 30-1-2022 |             |
| 2020/21  | 53"44 | Ancona | 7-2-2021  |             |
| 2019/20  | 54"14 | Ancona | 9-2-2020  |             |
| 2018/19  | 54"59 | Ancona | 26-1-2019 |             |
| 2016/17  | 55"71 | Ancona | 11-2-2017 |             |
| 2015/16  | 57"39 | Ancona | 14-2-2016 |             |

### 800 metri piani
| Stagione | Tempo   | Luogo     | Data      | Rank. Mond. |
| -------- | ------- | --------- | --------- | ----------- |
| 2025     | 1'58"64 | Rabat     | 25-5-2025 |             |
| 2024     | 1'59"07 | Rovereto  | 3-9-2024  |             |
| 2023     | 1'59"61 | Budapest  | 25-8-2023 |             |
| 2022     | 2'00"50 | Rovereto  | 30-8-2022 |             |
| 2021     | 2'02"02 | Rovereto  | 31-8-2021 |             |
| 2019     | 2'03"95 | Bydgoszcz | 10-8-2019 |             |
| 2018     | 2'04"28 | Pescara   | 8-9-2018  |             |
| 2017     | 2'04"63 | Trieste   | 1-7-2018  |             |

### 800 metri piani indoor
| Stagione | Tempo   | Luogo   | Data      | Rank. Mond. |
| -------- | ------- | ------- | --------- | ----------- |
| 2023/24  | 1'59"76 | Glasgow | 1-3-2024  |             |
| 2022/23  | 2'02"07 | Metz    | 11-2-2023 |             |
| 2019/20  | 2'05"75 | Athlone | 12-2-2020 |             |
| 2018/19  | 2'05"74 | Ancona  | 17-2-2019 |             |
| 2016/17  | 2'09"47 | Ancona  | 19-2-2017 |             |

## Palmarès
| Anno | Manifestazione               | Sede      | Evento            | Risultato  | Prestazione | Note                          |
| ---- | ---------------------------- | --------- | ----------------- | ---------- | ----------- | ----------------------------- |
| 2016 | Europei U18                  | Tbilisi   | 400 m piani       | Semifinale | 56"98       |                               |
| 2016 | Europei U18                  | Tbilisi   | Staffetta svedese | Batteria   | 2'11"68     | [ 1 ]                         |
| 2017 | Europei U20                  | Grosseto  | 800 m piani       | 5ª         | 2'07"79     |                               |
| 2018 | Mondiali U20                 | Tampere   | 800 m piani       | Semifinale | 2'06"85     |                               |
| 2018 | Mondiali U20                 | Tampere   | 4×400 m           | 6ª         | 3'34"00     |                               |
| 2019 | Europei U20                  | Borås     | 800 m piani       | 4ª         | 2'04"12     |                               |
| 2021 | Europei indoor               | Toruń     | 4×400 m           | 4ª         | 3'30"32     | Record nazionale              |
| 2021 | Europei U23                  | Tallinn   | 800 m piani       | Argento    | 2'02"07     | Miglior prestazione personale |
| 2021 | Europei U23                  | Tallinn   | 4×400 m           | 6ª         | 3'33"52     |                               |
| 2022 | Giochi del Mediterraneo      | Orano     | 800 m piani       | Argento    | 2'01"40     | Miglior prestazione personale |
| 2022 | Europei                      | Monaco    | 800 m piani       | Batteria   | 2'04"36     |                               |
| 2022 | Mediterraneo U23             | Pescara   | 800 m piani       | Oro        | 2'07"55     |                               |
| 2022 | Mediterraneo U23             | Pescara   | 4×400 m           | Oro        | 3'34"25     | Record dei campionati         |
| 2023 | Europei indoor               | Istanbul  | 800 m piani       | 7ª         | 2'02"80     |                               |
| 2023 | Giochi europei               | Chorzów   | A squadre         | Oro        | 426,5 p.    | [ 2 ]                         |
| 2023 | Mondiali                     | Budapest  | 800 m piani       | Semifinale | 1'59"61     | Miglior prestazione personale |
| 2024 | Mondiali indoor              | Glasgow   | 800 m piani       | Semifinale | 2'00"13     | [ 3 ]                         |
| 2024 | Europei                      | Roma      | 800 m piani       | Batteria   | 2'02"86     |                               |
| 2024 | Giochi olimpici              | Parigi    | 800 m piani       | Batteria   | 1'59"19     | Miglior prestazione personale |
| 2025 | Europei indoor               | Apeldoorn | 800 m piani       | 4ª         | 2'02"59     |                               |
| 2025 | Mondiali indoor              | Nanchino  | 800 m piani       | Batteria   | 2'04"50     |                               |
| 2025 | Giochi mondiali universitari | Reno-Ruhr | 800 m piani       | Oro        | 1'59"84     |                               |

## Campionati nazionali
- 4 volte campionessa italiana assoluta degli 800 metri piani (2019, 2022, 2023, 2024)
- 3 volte campionessa italiana assoluta indoor degli 800 metri piani (2023, 2024, 2025)
- 1 volta campionessa italiana under 23 dei 400 metri piani indoor (2021)
- 1 volta campionessa italiana under 20 degli 800 metri piani (2019)
- 1 volta campionessa italiana under 20 degli 800 metri piani indoor (2019)
- 1 volta campionessa italiana under 18 degli 800 metri piani (2017)

2016
- Argento ai campionati italiani under 18 indoor, 400 m piani - 57"39
- Argento ai campionati italiani under 18, 400 m piani - 56"67
- 5ª ai campionati italiani assoluti, staffetta 4×400 m - 3'42"16

2017
- Bronzo ai campionati italiani under 18 indoor, 400 m piani - 56"60
- 6ª ai campionati italiani assoluti indoor, 800 m piani - 2'09"47
- Oro ai campionati italiani assoluti under 18, 800 m piani - 2'09"19
- 4ª ai campionati italiani assoluti, 800 m piani - 2'04"63

2018
- 4ª ai campionati italiani assoluti, 800 m piani - 2'04"28

2019
- Oro ai campionati italiani under 20 indoor, 800 m piani - 2'08"49
- Argento ai campionati italiani assoluti indoor, 800 m piani - 2'05"74
- Oro ai campionati italiani under 20, 800 m piani - 2'05"12
- Oro ai campionati italiani assoluti, 800 m piani - 2'05"83

2020
- Argento ai campionati italiani under 23 indoor, 400 m piani - 54"14
- Argento ai campionati italiani assoluti indoor, 800 m piani - 2'06"98

2021
- Oro ai campionati italiani under 23 indoor, 400 m piani - 53"44
- 4ª ai campionati italiani assoluti indoor, 400 m piani - 53"50
- Argento ai campionati italiani under 23, 400 m piani - 52"95
- 8ª ai campionati italiani assoluti, 400 m piani - 53"83

2022
- Oro ai campionati italiani assoluti, 800 m piani - 2'03"23

2023
- Oro ai campionati italiani assoluti, 800 m piani - 2'00"43
- Oro ai campionati italiani assoluti indoor, 800 m piani - 2'03"55

2024
- Oro ai campionati italiani assoluti, 800 m piani - 2'03"71
- Oro ai campionati italiani assoluti indoor, 800 m piani - 2'03"12

2025
- Argento ai campionati italiani assoluti, 800 m piani - 2'00"66
- Oro ai campionati italiani assoluti indoor, 800 m piani - 2'02"15

## Altre competizioni internazionali
2023
- Campionati europei a squadre di atletica leggera ( Chorzów)

2025
- Campionati europei a squadre di atletica leggera ( Madrid)
- Bronzo ai Campionati europei a squadre di atletica leggera ( Madrid), 800 m piani - 1'59"88